# Melasina lignosa
Melasina lignosa är en fjärilsart som beskrevs av Edward Meyrick 1917. Melasina lignosa ingår i släktet Melasina och familjen säckspinnare. Inga underarter finns listade i Catalogue of Life.